# Jesús Galilea Muñoz
Jesús Galilea Muñoz (Granada, 1926) va ser un esportista i metge especialista en Medicina de l'Esport.

## Biografia
Després que amb 17 anys s'instal·là amb la seva família a Barcelona, començà els estudis de Medicina i Cirurgia a la Universitat de Barcelona on va obtenir la llicenciatura en aquestes especialitats. Des de jove fou un apassionat dels esports i participà en els campionats universitaris en diferents especialitats. Apassionat de l'esport, va dirigir la seva dedicació principal a la Medicina de l'Esport.

### Trajectòria esportiva
Fou campió universitari de Catalunya d'handbol d'onze (1946-1949) i de set (1950-1952), i també campió d'Espanya d'onze (1947, 1948) i subcampió d'Espanya Universitari d'onze (1948, 1949) En atletisme fou campió de Catalunya universitari (1949) en 400 m llisos. A més, durant els anys 1953 i 1957 fou Delegat d'Esports de Sindicato Español Universitario (SEU) de Barcelona. També formà i entrenà un equip femení d'handbol de la Facultat de Farmàcia.

### Trajectòria professional
Fou director del Centre de Medicina de l'Esport de la Residència Blume de Barcelona entre els anys 1962 i 1975, i assessor de la Federació Catalana d'Atletisme entre 1958 i 1962. Va obtenir la titulació d'especialista en Medicina de l'Educació Física i l'Esport en 1971. Exercí com a cap dels Serveis Mèdics de la Delegació Espanyola als Jocs Olímpics de Múnic de 1972, i fou membre de la Comissió Mèdica del Comitè Organitzador dels Jocs Olímpics de Barcelona de 1992. Instrumentà la medicina de l'esport en l'àmbit de Catalunya i de l'Estat. Fou director del Centre de Medicina de l'Esport de la Residència Blume entre el 1962 i el 1973, on aglutinà una generació de metges que impulsaren de manera definitiva la medicina de l'esport a Catalunya. Fou, juntament amb Josep Estruch Batlle, cofundador de la revista Apunts: medicina de l'esport, de la qual n'ha estat l'ànima durant molts anys. El 1975 es feu càrrec del recentment inaugurat Institut Nacional d'Educació Física de Catalunya, del qual fou membre de la junta rectora entre 1981 i 1996. També fou cap del Departament d'Investigació del Centre d'Alt Rendiment de Sant Cugat del Vallès entre els anys 1987 i 1988, i cap de la Secció de Medicina de l'Esport de la Direcció General de l'Esport de la Generalitat de Catalunya entre el 1986 i el 1991. Durant la seva estada al CAR es bastiren els fonaments del que havia de ser la tasca mèdica en els centres d'alt rendiment.
La seva tasca en el món de la medicina esportiva va ser reconeguda per diverses institucions medicoesportives. Així, fou membre de la Comisión Nacional de Especialidades del ministeri entre els anys 1983 i 1997, i membre de la Comissió Mèdica del COOB'92. La Societat Catalana de Medicina de l'Esport el nomenà membre numerari el 1989 i exercí la presidència entre 1991 i 1993. També és membre d'honor de la FEMEDE.

## Reconeixements
- Medalla de plata al mèrit esportiu de la Delegación Nacional de Deportes (1957)[1]
- Medalla de plata al mèrit esportiu de la Diputació de Barcelona (1973)[1]
- Anells Olímpics d'Or del Comitè Olímpic Internacional (1993)[1]
- Medalla d'argent del Groupement Latin et Mediterraneen de Medicine du Sport[2]
- Medalla de bronze de la Reial Orde del Mèrit Esportiu (2013)[2]